# Amenemope
Amenemope – faraon, władca starożytnego Egiptu z XXI dynastii z czasów Trzeciego Okresu Przejściowego. Panował prawdopodobnie w latach 994-985 p.n.e. lub  993-984 p.n.e. (datowanie Kennetha Kitchena). Syn Psusennesa I i Mutnedżmet.
Nie zachowały się informacje o dokonaniach króla w czasie jego panowania. Według Manethona panował przez dziewięć lat. Prawdopodobnie sprawował wspólną władzę wraz ze swym ojcem, Psusennesem I pod koniec jego panowania. Rezydował w Tanis, a początek jego panowania przypadał na końcowe lata pontyfikatu Mencheperre i początkowe Smendesa II w Tebach. 
Amenemope został pochowany w Tanis, w grobowcu swego ojca. Mumię króla złożono w granitowym sarkofagu, przygotowanym dla jego matki, królowej Mutnodżmet. Złożono ją tam prawdopodobnie po przeniesieniu z miejsca pierwotnego pochówku. W kwietniu 1940 odnalazł ją Pierre Montet. W sarkofagu znajdowała się mumiokształtna drewniana trumna pokryta cienkimi płatkami złota. Sama mumia króla strojna była jedynie w kilka bransolet i naszyjników oraz złotą pogrzebową maskę, wykonaną z cienkiej, złotej blachy. Prace w grobowcu Psusennesa I i Amenemope Pierre Montet wznowił w 1946, po zakończeniu II wojny światowej. Wyniki tych prac opublikował w 1958.

## Tytulatura
| M23 · X1 | L2 · X1 |

| M23 · X1 | L2 · X1 |

| N5 | F12 | H6 | M17 | Y5 · N35 · N36 | U21 · N35 |

| N5 | F12 | H6 | M17 | Y5 · N35 · N36 | U21 · N35 |

| N5 | F12 | H6 | M17 | Y5 · N35 · N36 | U21 · N35 |

| N5 | F12 | H6 | M17 | Y5 · N35 · N36 | U21 · N35 |

| M23 · X1 | L2 · X1 |

| M23 · X1 | L2 · X1 |

| N5 | F12 | H6 | M17 | Y5 · N35 · N36 | U21 · N35 |

| N5 | F12 | H6 | M17 | Y5 · N35 · N36 | U21 · N35 |

| N5 | F12 | H6 | M17 | Y5 · N35 · N36 | U21 · N35 |

| N5 | F12 | H6 | M17 | Y5 · N35 · N36 | U21 · N35 |

| G39 | N5 |

| G39 | N5 |

| M17 | Y5 · N35 · U7 | M17 | Y5 · N35 | Aa15 · O45 |

| M17 | Y5 · N35 · U7 | M17 | Y5 · N35 | Aa15 · O45 |

| M17 | Y5 · N35 · U7 | M17 | Y5 · N35 | Aa15 · O45 |

| M17 | Y5 · N35 · U7 | M17 | Y5 · N35 | Aa15 · O45 |

| G39 | N5 |

| G39 | N5 |

| M17 | Y5 · N35 · U7 | M17 | Y5 · N35 | Aa15 · O45 |

| M17 | Y5 · N35 · U7 | M17 | Y5 · N35 | Aa15 · O45 |

| M17 | Y5 · N35 · U7 | M17 | Y5 · N35 | Aa15 · O45 |

| M17 | Y5 · N35 · U7 | M17 | Y5 · N35 | Aa15 · O45 |